# Drosophila dominicana
Drosophila dominicana este o specie de muște din genul Drosophila, familia Drosophilidae, descrisă de Ayala în anul 1965. Conform Catalogue of Life specia Drosophila dominicana nu are subspecii cunoscute.